# Brisbane International 2018 - Qualificazioni singolare femminile
Le qualificazioni del singolare del Brisbane International 2018 sono state un torneo di tennis preliminare per accedere alla fase finale della manifestazione. Le vincitrici dell'ultimo turno sono entrate di diritto nel tabellone principale. In caso di ritiro di una o più giocatrici aventi diritto a queste sono subentrate le lucky loser, ossia le giocatrici che hanno perso nell'ultimo turno ma che avevano una classifica più alta rispetto alle altre partecipanti che avevano comunque perso nel turno finale.

## Teste di serie
1. Natalia Vikhlyantseva (secondo turno, ritirata)
2. Jennifer Brady (qualificata)
3. Heather Watson (ultimo turno; Lucky loser)
4. Aliaksandra Sasnovich (qualificata)

1. Kateryna Bondarenko (qualificata)
2. Andrea Petković (primo turno)
3. Kaia Kanepi (qualificata)
4. Kristie Ahn (ultimo turno)

## Qualificate
1. Kateryna Bondarenko
2. Jennifer Brady

1. Kaia Kanepi
2. Aliaksandra Sasnovich

### Lucky loser
1. Heather Watson

## Tabellone

### Legenda
| - Q = Qualificato - WC = Wild card - LL = Lucky loser | - ALT = Alternate - SE = Special Exempt - PR = Protected Ranking | - w/o = Walkover - r = Ritirato - d = Squalificato |

### Sezione 1
|  | Primo turno | Primo turno           | Primo turno           | Primo turno | Primo turno |  |  | Secondo turno | Secondo turno         | Secondo turno         | Secondo turno         | Secondo turno |   |   | Ultimo turno | Ultimo turno      | Ultimo turno | Ultimo turno | Ultimo turno |  |
|  |             |                       |                       |             |             |  |  |               |                       |                       |                       |               |   |   |              |                   |              |              |              |  |
|  | 1           | Natalia Vikhlyantseva | Natalia Vikhlyantseva | 7           | 6           |  |  |               |                       |                       |                       |               |   |   |              |                   |              |              |              |  |
|  |             | Viktoriya Tomova      | Viktoriya Tomova      | 64          | 3           |  |  | 1             | Natalia Vikhlyantseva | Natalia Vikhlyantseva | Natalia Vikhlyantseva |               |   |   |              |                   |              |              |              |  |
|  |             | Dayana Yastremska     | Dayana Yastremska     | 6           | 6           |  |  |               | Dayana Yastremska     | Dayana Yastremska     | Dayana Yastremska     | w/o           |   |   |              |                   |              |              |              |  |
|  |             | Vera Lapko            | Vera Lapko            | 2           | 4           |  |  |               |                       |                       |                       |               |   |   |              | Dayana Yastremska | 2            | 6            | 4            |  |
|  |             | Alizé Lim             | 6                     | 3           | 2           |  |  |               |                       | 5                     | Kateryna Bondarenko   | 6             | 4 | 6 |              |                   |              |              |              |  |
|  |             | Jaimee Fourlis        | 1                     | 6           | 6           |  |  |               | Jaimee Fourlis        | Jaimee Fourlis        | 5                     | 1             |   |   |              |                   |              |              |              |  |
|  | WC          | Naiktha Bains         | Naiktha Bains         | 1           | 4           |  |  | 5             | Kateryna Bondarenko   | Kateryna Bondarenko   | 7                     | 6             |   |   |              |                   |              |              |              |  |
|  | 5           | Kateryna Bondarenko   | Kateryna Bondarenko   | 6           | 6           |  |  |               |                       |                       |                       |               |   |   |              |                   |              |              |              |  |

### Sezione 2
|  | Primo turno | Primo turno       | Primo turno     | Primo turno | Primo turno |  |  | Secondo turno | Secondo turno  | Secondo turno  | Secondo turno | Secondo turno |   |   | Ultimo turno | Ultimo turno   | Ultimo turno   | Ultimo turno | Ultimo turno |  |
|  |             |                   |                 |             |             |  |  |               |                |                |               |               |   |   |              |                |                |              |              |  |
|  | 2           | Jennifer Brady    | Jennifer Brady  | 7           | 6           |  |  |               |                |                |               |               |   |   |              |                |                |              |              |  |
|  |             | Lizette Cabrera   | Lizette Cabrera | 5           | 1           |  |  | 2             | Jennifer Brady | Jennifer Brady | 6             | 6             |   |   |              |                |                |              |              |  |
|  |             | Irina Falconi     | 4               | 6           | 6           |  |  |               | Irina Falconi  | Irina Falconi  | 1             | 2             |   |   |              |                |                |              |              |  |
|  |             | Caroline Dolehide | 6               | 2           | 4           |  |  |               |                |                |               |               |   |   | 2            | Jennifer Brady | Jennifer Brady | 6            | 6            |  |
|  |             | Fanny Stollár     | Fanny Stollár   | 3           | 4           |  |  |               |                | 8              | Kristie Ahn   | Kristie Ahn   | 1 | 4 |              |                |                |              |              |  |
|  |             | Priscilla Hon     | Priscilla Hon   | 6           | 6           |  |  |               | Priscilla Hon  | Priscilla Hon  | 3             | 4             |   |   |              |                |                |              |              |  |
|  |             | Antonia Lottner   | Antonia Lottner | 5           | 1           |  |  | 8             | Kristie Ahn    | Kristie Ahn    | 6             | 6             |   |   |              |                |                |              |              |  |
|  | 8           | Kristie Ahn       | Kristie Ahn     | 7           | 6           |  |  |               |                |                |               |               |   |   |              |                |                |              |              |  |

### Sezione 3
|  | Primo turno | Primo turno      | Primo turno      | Primo turno | Primo turno |  |  | Secondo turno | Secondo turno  | Secondo turno  | Secondo turno | Secondo turno |   |   | Ultimo turno | Ultimo turno   | Ultimo turno   | Ultimo turno | Ultimo turno |  |
|  |             |                  |                  |             |             |  |  |               |                |                |               |               |   |   |              |                |                |              |              |  |
|  | 3           | Heather Watson   | Heather Watson   | 7           | 6           |  |  |               |                |                |               |               |   |   |              |                |                |              |              |  |
|  |             | Danielle Lao     | Danielle Lao     | 5           | 3           |  |  | 3             | Heather Watson | Heather Watson | 6             | 6             |   |   |              |                |                |              |              |  |
|  |             | Misaki Doi       | Misaki Doi       | 7           | 6           |  |  |               | Misaki Doi     | Misaki Doi     | 2             | 4             |   |   |              |                |                |              |              |  |
|  |             | Tamara Zidanšek  | Tamara Zidanšek  | 610         | 4           |  |  |               |                |                |               |               |   |   | 3            | Heather Watson | Heather Watson | 4            | 1            |  |
|  |             | Kayla Day        | Kayla Day        | 1           | 1           |  |  |               |                | 7              | Kaia Kanepi   | Kaia Kanepi   | 6 | 6 |              |                |                |              |              |  |
|  | WC          | Sara Tomic       | Sara Tomic       | 6           | 6           |  |  | WC            | Sara Tomic     | Sara Tomic     | 1             | 4             |   |   |              |                |                |              |              |  |
|  | WC          | Kimberly Birrell | Kimberly Birrell | 1           | 3           |  |  | 7             | Kaia Kanepi    | Kaia Kanepi    | 6             | 6             |   |   |              |                |                |              |              |  |
|  | 7           | Kaia Kanepi      | Kaia Kanepi      | 6           | 6           |  |  |               |                |                |               |               |   |   |              |                |                |              |              |  |

### Sezione 4
|  | Primo turno | Primo turno           | Primo turno           | Primo turno | Primo turno |  |  | Secondo turno | Secondo turno         | Secondo turno         | Secondo turno | Secondo turno |   |   | Ultimo turno | Ultimo turno          | Ultimo turno | Ultimo turno | Ultimo turno |  |
|  |             |                       |                       |             |             |  |  |               |                       |                       |               |               |   |   |              |                       |              |              |              |  |
|  | 4           | Aliaksandra Sasnovich | Aliaksandra Sasnovich | 6           | 6           |  |  |               |                       |                       |               |               |   |   |              |                       |              |              |              |  |
|  |             | Julia Boserup         | Julia Boserup         | 1           | 4           |  |  | 4             | Aliaksandra Sasnovich | Aliaksandra Sasnovich | 6             | 6             |   |   |              |                       |              |              |              |  |
|  |             | Isabelle Wallace      | 4                     | 6           | 6           |  |  |               | Isabelle Wallace      | Isabelle Wallace      | 3             | 1             |   |   |              |                       |              |              |              |  |
|  | WC          | Tammi Patterson       | 6                     | 3           | 4           |  |  |               |                       |                       |               |               |   |   | 4            | Aliaksandra Sasnovich | 3            | 7            | 6            |  |
|  |             | Olivia Rogowska       | 6                     | 5           | 65          |  |  |               |                       |                       | Polina Monova | 6             | 5 | 2 |              |                       |              |              |              |  |
|  |             | Bernarda Pera         | 4                     | 7           | 7           |  |  |               | Bernarda Pera         | 3                     | 7             | 3             |   |   |              |                       |              |              |              |  |
|  |             | Polina Monova         | Polina Monova         | 6           | 6           |  |  |               | Polina Monova         | 6                     | 64            | 6             |   |   |              |                       |              |              |              |  |
|  | 6           | Andrea Petković       | Andrea Petković       | 3           | 3           |  |  |               |                       |                       |               |               |   |   |              |                       |              |              |              |  |